# Gérard Gouzes
Gérard Gouzes (* 5. Juni 1943 in Tlemcen) ist ein französischer Jurist und Politiker, ehemaliger Bürgermeister von Marmande und Abgeordneter des Départements Lot-et-Garonne sowie der französischen Nationalversammlung für die Sozialistische Partei Frankreichs.

## Leben und Politik
Gérard Gouzes schloss seine Schullaufbahn am Gymnasium in Villeneuve-sur-Lot 1962 bis 1964 ab. Nach seinem Jurastudium wurde er früh von Robert Badinter gefördert, der ihn Anfang der 1970er Jahre zu dem Prozess gegen den Bürgermeister von Villeneuve-sur-Lot Jacques Raphaël-Leygues hinzuzog, dem Wahlbetrug vorgeworfen wurde. Auch mehr als zehn Jahre später engagierte Badinter in seiner Funktion als Justizminister Gouzes erneut, um 1985 als Berichterstatter der Nationalversammlung zu dienen und damit verhindern zu helfen, dass Gesetze erlassen würden, die durch die Liquidation von Unternehmen zu Arbeitsplatzabbau geführt hätten.
Gouzes wurde 1983 zum Bürgermeister der Stadt Marmande gewählt.
In seiner Funktion als Bürgermeister mit einem Gemeindeetat von 30 Mio. Euro konnte er zwar nicht verhindern, dass 2009 das Amtsgericht in der Stadt aufgelöst wurde, doch erhielt er das Krankenhaus und die Postfilialen. Als eine seiner letzten Aktionen – die definitiv sein Amt überdauert – holte er die Chinesische Glocke in Marmande in die Stadt. Mit der Kommunalwahl 2014 trat Gouzes nicht wieder an. Sein Nachfolger als Bürgermeister von Marmande wurde Daniel Benquet (* 1960).

## Politische Mandate
Von 1981 bis 2002 vertrat Gouzes als Abgeordneter der Sozialisten des Départements Lot-et-Garonne zahlreiche Funktionen:
Nationalversammlung
- vom 02.07.1981 bis 01.04.1986
- vom 13.06.1988 bis 01.04.1993 (Wiederwahl)
- vom 01.06.1997 bis 18.06.2002

Mitglied in der Nationalen Kommission für Verteidigung und Streitkräfte
- 23.06. bis 09.11.1988

Mitglied in der Produktions- und Handelskommission
- 11.10.1988 bis 04.03.1989
- 04.05. bis 04.05.2000

Ausschuss für Verfassungsgesetze, Gesetzgebung und allgemeine Verwaltung der Republik
- als Mitglied
  - 04.04. bis 13.12.1989
  - 15.12.1989 bis 22.05.1991
  - 23.05.1991 bis 01.04.1993
  - 13.06.1997 bis 04.04.2000
  - 06.04.2000 bis 18.06.2002

- als Präsident
  - 23.05.1991 bis 01.04.1993

- als Vizepräsident
  - 17.06.1997 bis 04.04.2000
  - 07.04.2000 bis 18.06.2002

weitere Ämter
- Untersuchungskommission zur Funktionsweise des Schaf- und Rindfleischmarktes
- Untersuchungskommission zur Tätigkeit und Arbeitsweise der Handelsgerichte
- Sonderkommission, die für die Prüfung des Vorschlags für ein organisches Gesetz zum Finanzrecht zuständig war
- Sonderkommission zur Prüfung des Entwurfs eines Orientierungsgesetzes zur Gebietsverwaltung der Republik (Nr. 1581)
- Sonderkommission zur Prüfung der drei Gesetzentwürfe zur „Bioethik“
- Delegation der Nationalversammlung für die Europäischen Gemeinschaften
- Mitglied in der Delegation der Nationalversammlung für die Europäischen Gemeinschaften
- Mitglied in zahlreichen Studiengruppen
- Mitglied in zahlreichen parlamentarischen Freundschaftsgruppen